# Santa Maria Immacolata (Genua)

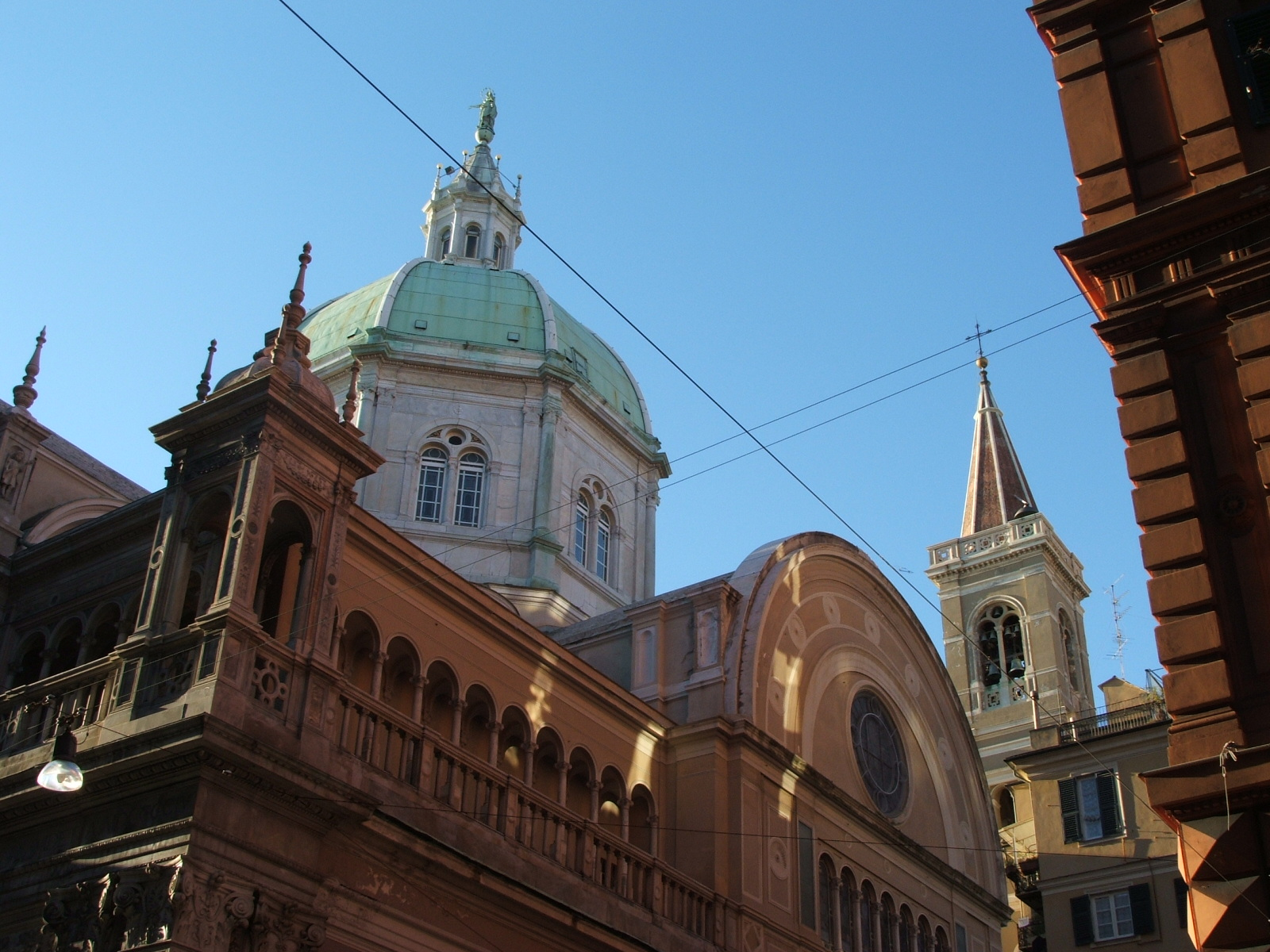
Chiesa di Santa Maria Immacolata

Santa Maria Immacolata (italienisch: Heilige unbefleckte Maria) ist eine im Renaissance-Stil erbaute Kirche in Genua. Sie war die erste Kirche, die der Unbefleckten Empfängnis gewidmet wurde, nachdem Papst Pius IX. am 8. Dezember 1854 dieses Glaubensdogma formuliert hatte. Sie befindet sich im Zentrum Genuas an der Via Assarotti.

## Geschichte
Während des Zweiten Weltkrieges wurde das Kirchengebäude bei Fliegerangriffen im November 1942 und August 1943 schwer beschädigt.
Von besonderem Wert ist die Fassade des Gebäudes, die mit wertvollen Ornamenten, Skulpturen und Mosaiken geschmückt ist. Der Innenraum hat die Form des Griechischen Kreuzes mit einem weiten Dreischiff und acht Kapellen.

## Ausstattung
Unter der Dekoration fallen ein hölzernes Kruzifix aus dem 17. Jahrhundert, die die Madonna des Rosenkranzes und die Heiligen Dominikus und Katharina darstellenden Fresken und der hölzerne Chorstuhl auf.

### Orgel
Die große Orgel wurde 1890 von dem Orgelbauer William George Trice erbaut. Das Instrument war das erste mit elektrischen Trakturen in Italien. 1929 wurde die Orgel durch Lorenzo Balbiani restauriert und erweitert. Es hat heute 57 Register auf vier Manualwerken und Pedal. Die Trakturen sind elektropneumatisch.
| I Positivo C-c4 |     |
| Bordone         | 16′ |
| Cornetto        |     |
| Ottavino        | 2′  |
| Flauto          | 4′  |
| Quintante       | 8′  |
| Eufonio         | 8′  |
| Unda Maris      | 8′  |
| Viola           | 8′  |
| Salicionale     | 8′  |
| Clarino         | 8′  |
| Tremolo         |     |
| Arpa Celeste    |     |

| II Grand'Organo C-c4 |       |
| Tromba               | 8′    |
| Tromba               | 4′    |
| Corno Inglese        | 16′   |
| Dulciana             | 8′    |
| Gamba                | 8′    |
| Bordone              | 8′    |
| Flauto               | 4′    |
| Principale           | 16′   |
| Principale           | 8′    |
| Corno di Camoscio    | 8′    |
| Ottava               | 4′    |
| Nazardo              | 2 ⁄3′ |
| Decimaquinta         | 2′    |
| Ripieno IX           |       |

| III Espressivo C-c4 |     |
| Pieno VII           |     |
| Ottava              | 4′  |
| Principale          | 8′  |
| Bordoncino          | 4′  |
| Flauto              | 8′  |
| Quintante           | 16′ |
| Coro Viole          |     |
| Gamba               | 8′  |
| Armonica            | 8′  |
| Oboe                | 8′  |
| Tremolo             |     |

| IV Solo Espressivo C-c4 |     |
| Campane                 |     |
| Pieno Etereo V          |     |
| Piccolo                 | 2′  |
| Fugara                  | 4′  |
| Flauto                  | 4′  |
| Eolina                  | 8′  |
| Controgamba             | 16′ |
| Concerto Viole          | 8′  |
| Viola                   | 8′  |
| Tremolo                 |     |
| Voce Corale             | 8′  |
| Tuba Mirabilis          | 8′  |

| Pedale C-g1  |         |
| Bordone      | 16′     |
| Subbasso     | 16′     |
| Basso        | 8′      |
| Dolce        | 8′      |
| Contrabbasso | 16′     |
| Violone      | 16′     |
| Ottava       | 8′      |
| Cello        | 8′      |
| Gran Quinta  | 10 2⁄3′ |
| Bombarda     | 16′     |
| Contrabbasso | 32′     |